# Ixora hartiana
Ixora hartiana är en måreväxtart som beskrevs av De Block. Ixora hartiana ingår i släktet Ixora och familjen måreväxter. Inga underarter finns listade i Catalogue of Life.